# Ångetidningen
Ångetidningen var en endagars dagstidning som gavs ut i Sundsvall 14 november 1908 till 28 december 1912. Tidningen var morgontidning på lördagar. Fullständig titel för tidningen var Ånge-Tidningen. / Nyhets- och Annonsblad för västra Medelpad, östra Jämtland och Härjedalen.

## Redaktion
Redaktionsort var Sundsvall. Den politiska tendensen var "opartiskt refererande, hålla sina läsare i kännedom om vad som händer och sker". Ansvarig utgivare var Herman Andreas Sällvin, med titeln redaktören så han var troligtvis även redaktör för tidningen hela utgivningstiden.

## Tryckning
Tidningsförlaget hette Boktryckeriaktiebolaget i Sundsvall som också var tryckeri för tidningen. Tidningen trycktes bara i svart med antikva på stor satsyta mest 69 x 49 cm. Tidningen hade 4 sidor som trycktes i en upplaga av 1500 exemplar. Tidningen var en edition till Sundsvallsposten.